# Холм (город)
Холм — город (с 1777) в России, административный центр Холмского муниципального района Новгородской области.

## Этимология
Известен с XII в. как Холмский погост. Название происходит от понятия "холм". В XVI веке упоминается как город Холм, позже — Холмский посад; с 1777 года — уездный город Холм Псковского наместничества, позже — Псковской губернии.

## Общие сведения
Расположен на юге области в месте впадения реки Кунья в Ловать (бассейн озера Ильмень), в 201 км к югу от Великого Новгорода.
Из города ведут четыре автомобильных дороги: одна (Р51) через Поддорье соединяет Холм со Старой Руссой, другая (Р51) через посёлок Локня Псковской области соединяет его с Великими Луками, третья ведёт на Марёво и Демянск, четвёртая — на Торопец.
Население города — 3829 жителей (на 1 января 2010 года). Этимология названия — русская, происходит от крутой возвышенности (хольм) на правом берегу Ловати, на которой был основан город.

## История
В древности по реке Ловать через территорию современного города проходил водный торговый путь «из варяг в греки». В те времена в этом месте строили небольшие суда, торговали льном, телегами, прялками, посудой (деревянной и глиняной).
С историей города Холм связана ошибка. В ряде книг и статей датой первого упоминания города в летописных источниках назван 1144 год (от которого и предлагалось вести историю города). При этом подразумевалась Новгородская первая летопись; однако в ней под этим годом содержится запись о пожаре в Новгороде, в результате которого сгорели Холм (часть города) и церковь пророка Ильи.

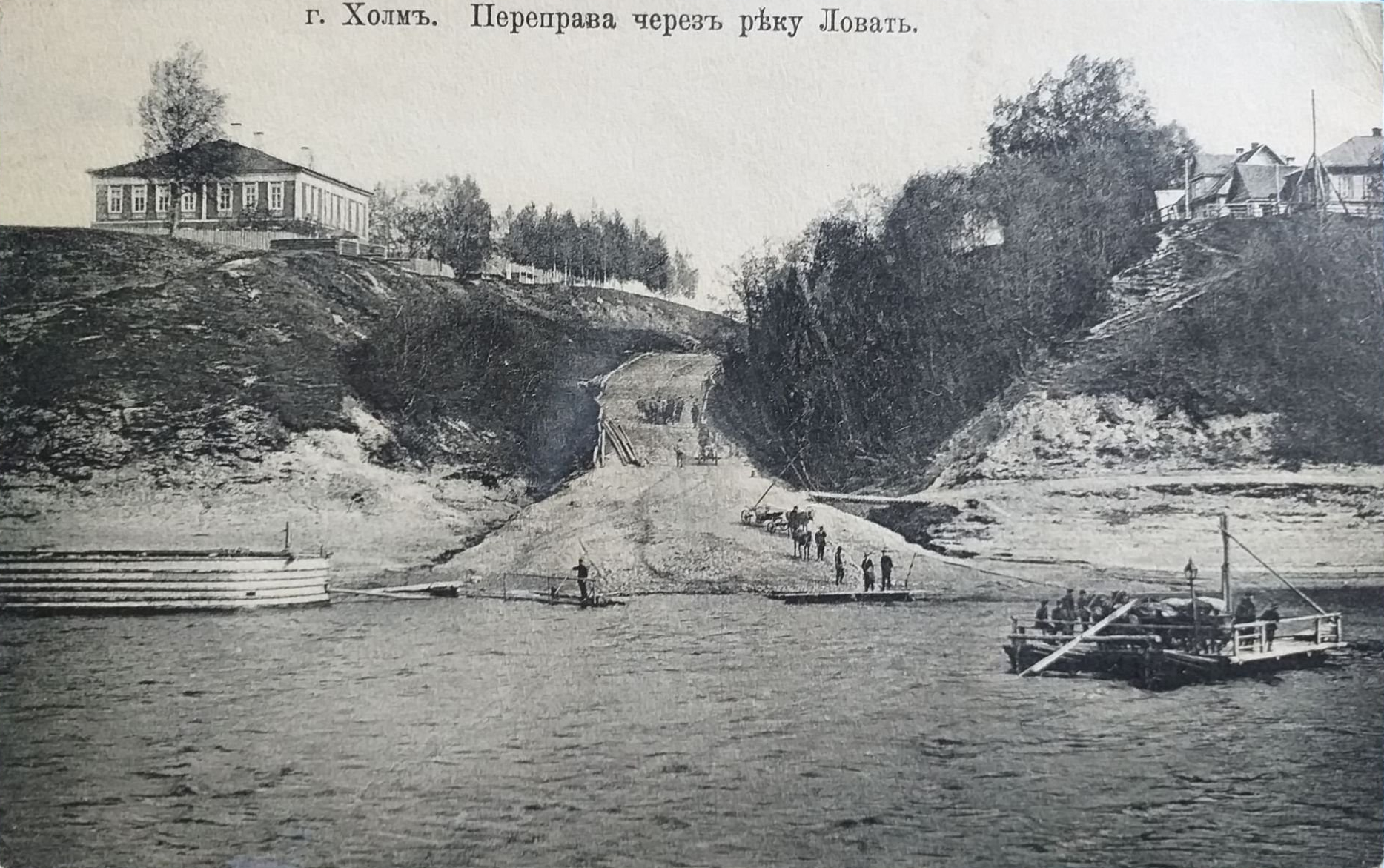
Переправа через реку Ловать, начало XX века

В XV веке напротив устья Куньи был построен деревянный Холмский детинец. В XVI—XVII веках Холм неоднократно подвергался нападениям литовцев, поляков, шведов. В годы Ливонской войны был сожжён.
3 августа 1777 года при рассмотрении вопроса о переустройстве административно-территориального деления Новгородской губернии был издан Указ о переименовании Холмского посада в город Холм и о причислении его к Псковской губернии. Так Холм стал центром Холмского уезда.
В 1889 году в Холме образована лютеранская община как филиальная Псковского прихода Святого Иакова. Деревянный молитвенный дом устроен в 1893 году, освящён 6 января 1894 года, закрыт в 1930-е.
В конце XIX века Холм был известен кустарными промыслами, в том числе изготовлением речных барок и других лодок.
С 1935 года — районный центр Калининской области.

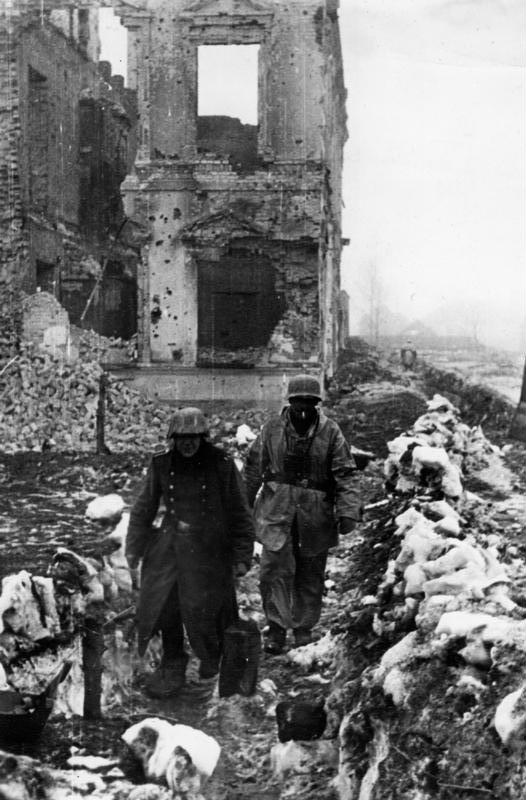
Холм, 21 марта 1942

Город очень сильно пострадал в Великую Отечественную войну. Холм был оккупирован немецко-фашистскими войсками с 3 августа 1941 по 21 февраля 1944 года. В 1942 году стал местом проведения Торопецко-Холмской операции, и бо́льшая часть исторических зданий города была полностью разрушена в ходе боев за Холм.
Исторически город состоял из четырёх районов — Ильинского и Никольского (правый берег Куньи и Ловати), Татиловского (левый берег Ловати) и Клинского (клин между реками). После войны восстановление клинской части города было признано нецелесообразным.
В 1944—1957 годах входил в состав Великолукской области, с 1958 года — в Новгородской области.
В 2025 году городу присвоено почётное звание Новгородской области «Город воинской доблести».

## Население
| 1825  | 1833  | 1840  | 1856  | 1863  | 1867  | 1870  | 1885  | 1897  | 1910  | 1913  | 1917  | 1920  | 1923  |
| ----- | ----- | ----- | ----- | ----- | ----- | ----- | ----- | ----- | ----- | ----- | ----- | ----- | ----- |
| 2789  | ↗3283 | ↗3858 | ↗5056 | ↘4210 | ↘3834 | ↗4718 | ↗5718 | ↗5894 | ↗6517 | ↗6800 | ↘6006 | ↘5591 | ↗5830 |
| 1926  | 1931  | 1939  | 1959  | 1970  | 1979  | 1989  | 1992  | 1996  | 1998  | 2000  | 2001  | 2002  | 2003  |
| ↘5533 | ↘4200 | ↗6071 | ↘2977 | ↗3827 | ↗4435 | ↗4849 | ↘4800 | ↘4700 | →4700 | →4700 | ↘4600 | ↘4325 | ↘4300 |
| 2005  | 2006  | 2007  | 2008  | 2009  | 2010  | 2011  | 2012  | 2013  | 2014  | 2015  | 2016  | 2017  | 2018  |
| ↘4200 | ↘4100 | ↘4000 | ↘3900 | ↘3867 | ↘3830 | ↘3800 | ↗3829 | ↘3704 | ↘3633 | ↘3552 | ↘3493 | ↘3445 | ↘3422 |
| 2019  | 2020  | 2021  |       |       |       |       |       |       |       |       |       |       |       |
| ↘3392 | ↘3359 | ↘3214 |       |       |       |       |       |       |       |       |       |       |       |

На 1 января 2025 года по численности населения город находился на 1107-м месте из 1124 городов Российской Федерации.
Национальный состав
По итогам переписи населения 2020 года проживали следующие национальности (национальности менее 0,1 % и другое, см. в сноске к строке «Другие»):
| Национальность | Численность, чел. | Доля     |
| -------------- | ----------------- | -------- |
| Русские        | 3085              | 95,99 %  |
| Цыгане         | 29                | 0,90 %   |
| Украинцы       | 8                 | 0,25 %   |
| Белорусы       | 8                 | 0,25 %   |
| Узбеки         | 5                 | 0,16 %   |
| Армяне         | 4                 | 0,12 %   |
| Другие         | 75                | 2,33 %   |
| Итого          | 3214              | 100,00 % |

## Экономика
Предприятия лесной промышленности. В окрестностях месторождения глины, песчано-гравийных смесей. Особенную ценность представляют залежи торфа. Окрестности города занимают обширные болота с достаточно глубокими слоями торфа. Разработка торфяников до сих пор остаётся одним из приоритетов экономики района и города.

## Достопримечательности
В 30 километрах от города на Рдейском озере — остатки Рдейского монастыря (XVIII век), в районе — бывшие усадьбы князей Бобровых (XIX век) и Шаховских (XVIII век).
Одним из мест отдыха холмичей является «Голубая лагуна». Это — естественный порог мезозойской геологической плиты на реке Большой Тудер.
В Холме находится действующий храм Тихвинской иконы Божией Матери

## Уроженцы
- Дьяконов, Александр Петрович — советский военно-морской деятель, капитан первого ранга.
- Калитин, Павел Петрович — русский офицер, герой Войны за освобождение Болгарии.
- Челпанов, Василий Николаевич — Герой Советского Союза[42]